# Jean Gouweloos

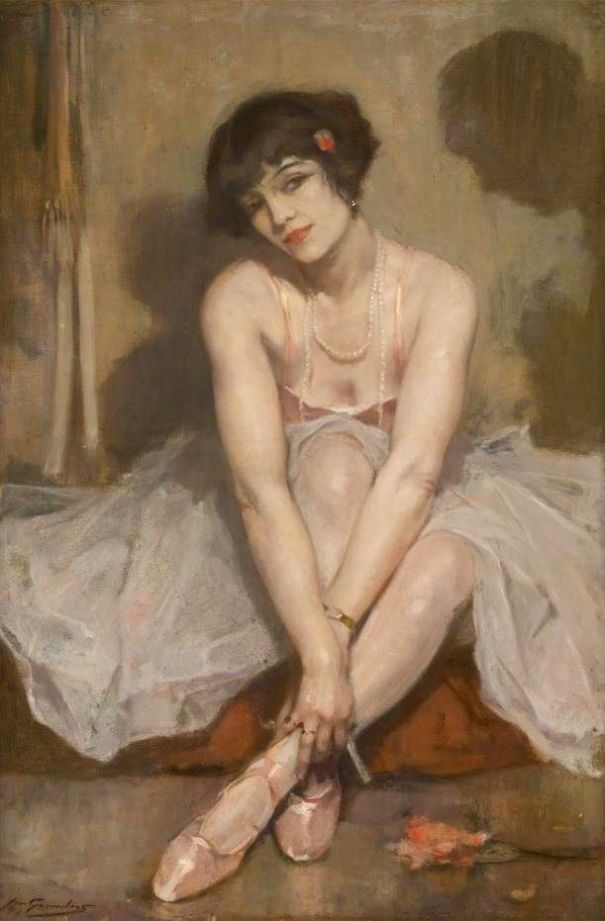
Danseres met parelsnoer

Jean Léon Henri Gouweloos (Brussel, 7 december 1868 - aldaar, 8 mei 1943) was een Belgisch kunstschilder, affichekunstenaar en lithograaf.
Vóór hij met zijn kunstopleiding begon woonde hij in Parijs, waar hij affiches tekende. Daarna werkte hij in de drukkerij van zijn oom, die gespecialiseerd was in kunstdrukken.

## Biografie
Jean Gouweloos studeerde, net als zijn broer Charles (1867-1946) van 1887 tot 1890 en van 1893 tot 1894 aan de Koninklijke Academie voor Schone Kunsten in Brussel. Hij was een leerling van de schilder en decorateur Albert Charle en van de kunstschilder Jean Portaels.
Vanaf 1887 exposeerde hij zijn werken in Brussel, Namen, Oostende en in het buitenland: Parijs (1900 en 1903), Düsseldorf (1904), Berlijn (1908), München (1913). In 1891 werd hij lid van de kunstenaarsgroep "Voorwaarts", waar hij bevriend raakte met Victor Gilsoul (1867-1939).
In 1895 trad hij toe tot de groep "Le Sillon".
Gouweloos raakte bekend rond het jaar 1900 toen hij lof kreeg voor zijn schilderijen van zwemmers aan de Noord-Belgische kust. Naast zeegezichten en landschappen is hij vooral bekend om zijn afbeeldingen van interieurs met verleidelijke vrouwen, vooral portretten en naakten, in gedachten verzonken of verdiept in kleine, dagelijkse bezigheden. Vrijwel alle vrouwen worden met een sigaret afgebeeld.
Hij maakte ook twee plafondschilderingen in het Kursaal van Oostende en twaalf schilderijen voor de Vrijmetselaarsloge in Brussel (1900).
Tijdens de Eerste Wereldoorlog, van 1914 tot 1918, woonde hij als oorlogsvluchteling met zijn gezin in Nederland, eerst in Domburg en later in Scheveningen. Daar schilderde hij vaak strandgezichten. In Scheveningen was hij goed bevriend met de kunstschilder Emmanuel Viérin, die daar ook als oorlogsvluchteling verbleef.
Zijn woning met atelier in Art Nouveau-stijl in Sint-Gillis is een beschermd monument.
Verschillende belangrijke Belgische musea bezitten werk van hem. Zijn werk "Het Bad" (1907) is aangekocht door het Koninklijk Museum voor Schone Kunsten van België en het werk "reverie" is in het Koninklijk Museum voor Schone Kunsten in Antwerpen.